# ディルムン (タイタン)
ディルムン（英: Dilmun）は、土星の衛星タイタンの赤道近くの大きな高アルベド地形の地名である、シャングリラの北側に位置する。
カッシーニで透過画像の観測によって発見され、名前はシュメール神話の楽園ディルムンに由来する。